# Pauingassi First Nation
Die Pauingassi First Nation ist eine der kanadischen First Nations im Osten der Provinz Manitoba. Die 650 Angehörigen (September 2016) zählen zu den Anishinabe und leben ganz überwiegend im Indianerreservat Pauingassi (598 Bewohner, 260,5 ha). Dieses liegt 280 km nordöstlich von Winnipeg und 24 km nördlich der Little Grand Rapids, auf einer Halbinsel im Fishing Lake, der in den Berens River entwässert.

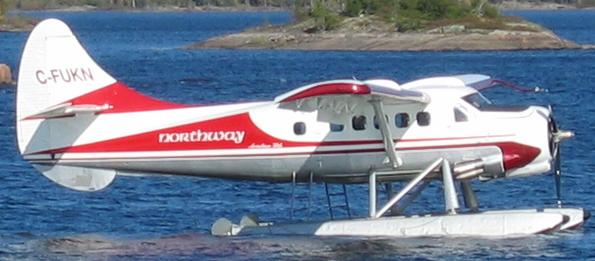
De Havilland Canada DHC-3 Otter der Northway Aviation am Fishing Lake

Zum Reservat führt nur eine Winterstraße von Pine Dock und Bloodvein (16 km). Der nächste Flugplatz mit einer 1000-m-Landebahn liegt bei Little Grand Rapids. Der Flugplatz ist vom Reservat aus nur per Boot über den Fishing Lake oder mittels Wasserflugzeug, im Winter per Schneemobil zu erreichen. 2006 existierte praktisch keine medizinische Versorgung, nur im Notfall wurde medizinisches Personal eingeflogen. Die Versorgung ist nach wie vor dürftig.
Die Gemeinschaft lebt traditionell, das heißt vom Fischfang, von der Fallenstellerei und von Wildreis. Die Gemeinde ist „trocken“, das heißt, es ist illegal, Alkohol dorthin zu bringen. Alle Kinder sprechen die Sprache der Ojibway. Pauingassi soll ‚Hoch stehende Sanddüne‘ bedeuten.

## Geschichte
Ursprünglich kamen um 1800 die Vorfahren der Ojibwa (Anishinabe) vom Oberen See, einige Vorfahren von Moose Factory an der James Bay, am äußersten Südende der Hudson Bay.
1875 zählten die Pauingassi zu den Mitunterzeichnern eines Vertrages mit dem 1867 gegründeten Kanada. Dabei handelte es sich um Vertrag Nr. 5 der sogenannten Numbered Treaties.
Eine bekannte Persönlichkeit war einer der letzten Medizinmänner des Stammes. Naaniwan (Fair Wind) baute zwei Häuser und eine Schwitzhütte nördlich von Little Grand Rapids, wo er neben anderen Zeremonien das Waabanowin durchführte. Sein Ruf als Heiler war weit verbreitet. Aus einer Vision bezog er das Recht, eine neue Zeremonie, eine dream drum ceremony, zu entwickeln, die als Mittler zwischen den Lebenden und den Geistern der Toten fungierte. Der Anthropologe Irving Hallowell war Zeuge des Tanzes.
Die Mennoniten Henry und Elna Neufeld gründeten 1955 als Mitglieder der Mennonite Pioneer Mission, die wiederum von 1945 bis 1957 eine Agentur der Bergthaler Mennonite Church of Manitoba war, eine Gemeinde bei den Pauingassi. Mennoniten hatten erstmals ihre Arbeit in Manitoba bei den Indianern auf Matheson Island im Winnipeg-See 1948 aufgenommen. Dieser Gemeinde folgten 1955 Pauingassi und Cross Lake. 1970 gründeten Mennoniten den Pauingassi Trading Post, der 1980 von 13 der Gemeindemitglieder übernommen wurde. Er brannte in den 1990er Jahren ab und musste geschlossen werden.
In den 1960er und 1970er Jahren kauften Museen zahlreiche Artefakte des Stammes auf. So reiste Professor Jack Steinbring von der University of Winnipeg zu den Pauingassi und kaufte so viele Artefakte, wie er bekommen konnte. 240 der von ihm erworbenen 400 Stücke stammten von den Pauingassi, er glaubte sie retten zu müssen. Der Stamm hielt Kontakt zur Universität und Ältere des Stammes hielten Vorträge und veranstalteten Übungen mit den dortigen Studenten. 1999 stellte seine Nachfolgerin Jennifer Brown fest, dass an neun Personen Objekte „zurückgegeben“ worden waren, doch wusste der Stamm nichts davon. Acht der neun Personen gehörten nicht zum Stamm, die neunte existierte nicht. Einige waren von der Three Fires Midewiwin Society in Wisconsin, der drei Stammesgruppen angehörten, die sich dem Lebensstil dieser Gesellschaft widmeten. Einer gehörte der Three Fires Society in Manitoba an. Er war im Glauben, die Pauingassi seien einverstanden gewesen. Hinzu kam, dass viel mehr Stücke fehlten, als man geglaubt hatte, die Dokumentation war ungenügend. 2002 stellte man fest, dass 89 Objekte fehlten, darunter eine Wassertrommel (water drum) des Schamanen Fair Wind. Am 21. Juni 2002 gab die Three Fires Society neben anderen Objekten die Trommel zurück.  
1985 entstand die Southeast Economic Development Corporation als wirtschaftlich ausgerichteter Verbund mehrerer First Nations; dies waren die Berens River, Black River, Bloodvein, Brokenhead, Buffalo Point, die Hollow Water, Little Grand Rapids sowie die Poplar River First Nation. Ab 1987 war Pauingassi an das Stromnetz der Provinz angeschlossen.
1988 trennten sich die Pauingassi von der Little Grand Rapids First Nation. Bis 1991 waren sie nicht als Stamm (band) anerkannt.
Drogenkonsum wurde laut einem Kommissionsbericht vor allem bei Jugendlichen ein drückendes Problem. So stellte man 2003 fest, dass jedes zweite Kind Lösungsmittel schnüffelte. Im September 2005 eröffnete die Omiishoosh Memorial School ihre Pforten, an der die Kinder des Stammes bis Grade 9 unterrichtet werden. Sie erinnert an einen der Älteren (Elders), an Charlie Owen.
Der Stamm ist eine der wenigen ethnischen Gruppen, die von einer seltenen Krankheit betroffen sind, der multiplen hereditären Exostosenkrankheit (MHE).
2001 hatte Pauingassi nach den Ergebnissen der Volkszählung 417, fünf Jahre später nur noch 352 Einwohner. Nach Angaben des Department of Indian Affairs and Northern Development lebten im Februar 2010 547 Pauingassi im Reservat, im September 2016 waren es fast 600.